# Nord Stream

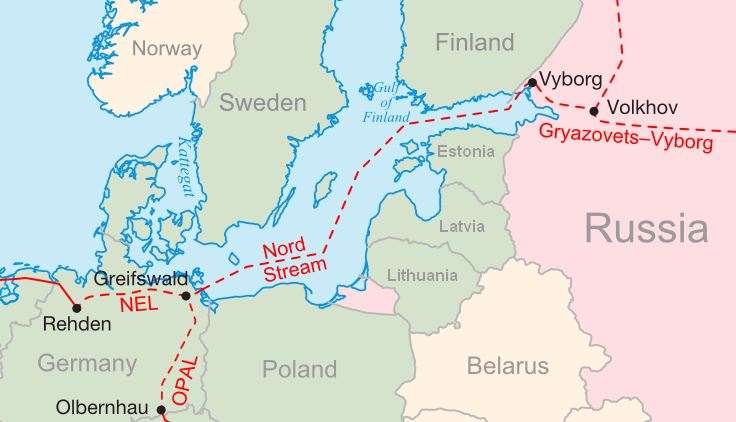
Traseul Nord Stream

Nord Stream este o pereche de conducte de gaze naturale din Rusia către Germania.
Nord Stream leagă portul rusesc Vyborg de portul german Greifswald, pe o distanță de 1.200 de kilometri, pe sub Marea Baltică. Conducta va intra în funcțiune în anul 2011
și va avea o capacitate anuală de 27,5 miliarde de metri cubi, iar a doua conductă, paralelă cu prima, care va fi gata până în 2012, va permite dublarea cantităților transportate, la 55 miliarde de metri cubi.
Proiectul este gestionat de societatea Nord Stream înregistrată în Elveția și deținută în proporție de 51% de Gazprom.
Mai dețin participații companiile germane Wintershall Holdings și E.ON Ruhrgas (câte 20%) și societatea olandeză Gasunie (9%).
În proiect ar putea fi cooptată și compania franceză GDF Suez.
Mai multe țări, printre care Estonia, Polonia, Suedia și Finlanda sunt ostile proiectului, considerând că acesta prezintă riscuri de mediu.
Polonia se teme că va pierde profiturile pe care le obține din tranzitul gazului rusesc.
Conducta a fost inaugurată la data de 6 septembrie 2011.